# Katolicyzm
Katolicyzm – jeden z głównych nurtów chrześcijaństwa, najliczniejsze wyznanie chrześcijańskie, oparte na Piśmie Świętym i Tradycji apostolskiej. W jego skład wchodzą różne denominacje, odwołujące się do wspólnego dziedzictwa.
Termin oznacza również ogół zasad wiary i życia religijnego, do których odwołuje się Kościół katolicki, uznający prymat biskupa Rzymu (papieża) nad całym Kościołem oraz dogmat o nieomylności papieża w sprawach dogmatycznych (nie należy mylić z „nieomylnością w sprawach codziennych”). Istnieją jednak grupy katolików, które odrzucają zwierzchnictwo papieża, tworząc niezależne struktury kościelne (np. starokatolicy, w tym polskokatolicy, a także niektórzy katoliccy liberałowie czy niektórzy tradycjonaliści, tacy jak część sedewakantystów), niekiedy uznając własnego antypapieża (konklawiści).

## Nazwa
Słowo „katolicyzm” pochodzi od greckiego przymiotnika καθολική (katholiké), ale też: κατά – ὅλος [kata – holos], czyli: w – całość (cały, powszechnie) „katolicki” znaczyłoby więc: „w całości, w powszechności”. Termin „katolicyzm” był używany przez Ojców Kościoła już od czasów Ignacego Antiocheńskiego około roku 115: „Tam gdzie jest Jezus Chrystus, tam jest Kościół powszechny” (List do wiernych Kościoła w Smyrnie 8, 2)” (por. KKK 830). Sobór konstantynopolitański I (381 r.) w wyznaniu wiary uznał, że słowo to opisuje jedną z czterech podstawowych cech wspólnoty Kościoła, jako „jednej, świętej, powszechnej (katholiké) i apostolskiej”. Sobór użył słowa „powszechna” w sensie potocznym tego słowa. Tak bowiem Sobór rozumiał Kościół – jako odnoszący się do całego świata, jako „uniwersalny”, czyli „cały” lub „zupełny” (por. KKK 830). W tym rozumieniu termin „katolicki” odnosi się także do Kościołów prawosławnych lub anglikańskich.
Jak zauważył Henri de Lubac SJ, od IV wieku słowo „catholicus” było praktycznie synonimem słowa „prawowierny”, choć nie utraciło jednocześnie swego zasadniczego znaczenia powszechności. „Np. gdy Augustyn mówi: «Vera catholica membra Christi» (prawdziwe katolickie członki Chrystusa), to określeniem «catholicus» posługuje się jako równoważnikiem słowa «orthodoxus», ale określenie to występuje tylko w formie przymiotnikowej i zachowuje związek z pojęciem powszechności (Państwo Boże, XVIII, r. 51, n. 1)». Bardzo wyraźne rozgraniczenie znaczenia tych słów widoczne jest u Florusa w Expositio missae, c. 48, n. 3, gdzie kolejno wyjaśnia się każdy z tych wyrazów. Podobnie w liście papieża Zachariasza z 1 maja 748 roku: Orthodoxae professionis et catholicae unitatis (M.G.H., Concilia, II, s. 48)”.
Po podziale chrześcijaństwa na wschodnie i zachodnie w 1054 roku Kościoły wschodnie zaczęły określać się jako „prawosławne”, zaś Kościół zachodni pozostał przy określeniu „Kościół katolicki”.
Od czasu reformacji w XVI wieku coraz częściej nazwy „katolicki” zaczęto używać jako przeciwstawienie przymiotnika „protestancki”. Jak zauważył Henri de Lubac SJ, słowo „katolicki” nabrało wtedy w potocznym myśleniu znaczenia partykularyzmu – wręcz przeciwstawne w stosunku do pierwotnego jego znaczenia:

Zamiast przypominać nie tylko czujną prawowierność, ale także rozkwit chrystianizmu i pełnię ducha chrześcijańskiego, stało się ono dla niektórych symbolem pewnej rezerwy i zacieśnienia. Wyznawanie katolicyzmu łączyło się dla nich z jakimś nieufnym i obronnie w stosunku do wszystkiego „najeżonym” partykularyzmem.

Zaczęto dodawać określenie „rzymski” dla podkreślenia wierności prymatowi biskupa Rzymu. Mimo tego potocznego znaczenia, Kościół katolicki w swym nauczaniu nie przestał uznawać powszechności jako podstawowego znaczenia nazwy katolicki. Mówi o tym katechizm Kościoła Katolickiego:

Kościół jest powszechny w podwójnym znaczeniu: Kościół jest powszechny, ponieważ jest w nim obecny Chrystus. „Tam gdzie jest Jezus Chrystus, tam jest Kościół powszechny” /Św. Ignacy Antiocheński, Epistula ad Smyrnaeos, 8, 2/. Istnieje w nim pełnia Ciała Chrystusa zjednoczona z Głową (Por. Ef 1, 22-23), w wyniku czego Kościół otrzymuje od Niego „pełnię środków zbawienia” (Sobór watykański II, dekret Ad gentes 6), której On chciał mu udzielić: poprawne i pełne wyznanie wiary, integralne życie sakramentalne, posługa święceń w sukcesji apostolskiej. W tym podstawowym znaczeniu Kościół był już powszechny w dniu Pięćdziesiątnicy (Sobór watykański II, dekret Ad gentes 4) i taki będzie aż do dnia Paruzji (KKK 830).

Dlatego też, mówiąc o katolicyzmie, trzeba wziąć pod uwagę te dwa jego wymiary: po pierwsze, jego misję powszechną, którą historycznie można wywieść od Jezusa Chrystusa i Apostołów (por. Mt 28,19). Po drugie, jego znaczenie partykularne jako jednego z wielu wyznań chrześcijańskich – znaczenie, które z biegiem wieków weszło w zakres słowa katolicki.
W ujęciu religioznawczym pojęcie „katolicyzm” odnosi się do licznych wspólnot chrześcijańskich wyznających tę samą doktrynę zaś „Kościół rzymskokatolicki” (inaczej rzymski katolicyzm) do jednej organizacji wyznaniowej pod zwierzchnictwem papieża.
Z racji tego, że Kościół rzymskokatolicki przewyższa zdecydowanie swoją liczebnością inne Kościoły katolickie, w obiegowej opinii często jest on błędnie utożsamiany z katolicyzmem w ogóle.

## Historia katolicyzmu
Katolicyzm ukształtował się z pierwotnego chrześcijaństwa. Cezury jego podziału na katolicyzm w formie starożytnej, średniowiecznej i nowożytnej stanowią daty: przełom II i III wieku – proces strukturyzacji wspólnoty chrześcijańskiej, 692 rok – zerwanie na synodzie trullańskim jedności kościołów wschodnich z rzymskim, XVI wiek – reformacja.

### Geneza katolicyzmu
Nazwa Kościół (gr. ekklesia) funkcjonowała już w Nowym Testamencie. Mowa jest o nim w Ewangelii Mateusza 16,18, wielokrotnie w Dziejach Apostolskich 4,31; 5,11, w listach św. Pawła: Rz 16,5; 1 Kor 11,1; 12,11; 14,4n, Ef 3,10; Kol 4,15 i in. W 1 Liście do Tymoteusza 3,15 Apostoł Paweł pisał, że Kościół jest „filarem i podporą prawdy”.
Powstanie Kościoła wiąże się z kerygmatem, głoszonym po zmartwychwstaniu Jezusa Chrystusa przez Apostołów – wybranych, uformowanych i posłanych przez niego. Kerygmat był tym, co od początku tworzyło zgromadzenie chrześcijan, zwane po hebrajsku Qahal, po grecku ἐκκλησία (ekklesia). Podobnie jak w starożytnych Atenach oficjalne zebranie obywateli, zwane εκκλησία (ekklesia), było zwoływane w imieniu uprawnionych władz miasta przez heroldów zwanych κήρυκες (kerykes), tak też działo się w świętym mieście Jerozolimie. Lud Izraela stanowił Qahal – zgromadzenie. W Nowym Testamencie Apostołowie określali się za heroldów króla Izraela, których zadaniem było poprzez Słowo Jezusa zbieranie po całym świecie nowych wybranych Boga i wyjaśnianie, nauczanie tego Słowa. Poprzednikiem takiego głoszenia było w Starym Testamencie odczytywanie Prawa na zgromadzeniu zwanym qahal. W Biblii są trzy przykłady takiego świętego zgromadzenia Izraela: zgromadzenie pod Synajem opisane w Księdze Wyjścia rozdz. 19; Zgromadzenie odnowienia przymierza synajskiego, opisane w 2-ej Księdze Królewskiej 23, 1-2 oraz zgromadzenie po powrocie z niewoli babilońskiej opisane w Księdze Nehemiasza rozdz. 8 oraz 13,1. To znaczenie qahal kontynuował Kościół katolicki od samego początku, owocem głoszenia-kerygmatu Apostołów było zgromadzenie wiernych, którzy trwali w ich nauce (por. Dz 2,42).
Naturalnie termin „kościół” przeszedł do języka używanego w tekstach pisanych w II wieku. Używają go np. listy Klemensa Rzymskiego, Ignacego Antiocheńskiego, Polikarpa ze Smyrny. Wyraz ten był synonimem gminy, czyli lokalnej wspólnoty kościelnej. Na przełomie II i III wieku Ireneusz z Lyonu używał słowa „kościół” w znaczeniu ogółu chrześcijan, wspólnoty wspólnot kościołów lokalnych. Aby określić poszczególne gminy chrześcijańskie, stosowano wyraz „kościół” z przymiotnikiem odmiejscowym (np. kościół aleksandryjski).
Klemens Rzymski ok. 95 r. pisał w Liście do Koryntian o sukcesji apostolskiej, jako mającej sprzyjać pokojowi w Kościele. Jej pierwowzór odnajdywał w Starym Testamencie. Biskupa można porównać do arcykapłana, a prezbiterów do kapłanów-lewitów, mających szczególny udział w jego posłudze
Najwcześniejszym po-Pawłowym świadectwem o roli biskupa w Kościele antiocheńskim, ale późniejszym od Klemensa o ok. 15 lat, są Listy Ignacego Antiocheńskiego (ur. 30, zm. 107) napisane ok. 110 r. W jego okresie wyraźnie widać już jasno wyznaczoną trzystopniową hierarchię: jednego biskupa, grupy prezbiterów (rada lub starsi lub prezbyterium), i grupy diakonów (por. List do Magnezjan 2-3).
Według J. Kellera, hierarchizacja i strukturyzacja organizacji kościelnej miały się rozpocząć dopiero w II w. Celem było strzeżenie wiary, dogmatów i kanonów ksiąg świętych. Według tego autora do ukształtowania się katolicyzmu w jego starożytnej formie doprowadziły właśnie ów proces hierarchizacji oraz stopniowe wchłanianie elementów synkretyzmu hellenistycznego, którego wpływ nasilił się w II wieku. Teza o synkretycznych początkach chrześcijaństwa została wypromowana na początku XX w. przez niemiecką szkołę religioznawczą Religionsgeschichtliche Schule (Szkoła historii religii). Postrzegała ona Jezusa jako Żyda żyjącego w świecie hellenistycznym, całkowicie przesiąkniętym synkretyzmem i gnozą, które uwarunkowały powstanie chrześcijaństwa. Według przeciwników tej tezy, np. w opinii Papieskiej Komisji Biblijnej, przyjęcie jej w badaniach nad osobą Jezusa, ogołaca naszą wiedzę chrystologiczną z najistotniejszych elementów. Wielu autorów wysuwa argumenty przeciwne wobec twierdzeń o wchłanianiu przez wczesny katolicyzm elementów hellenistycznych, ukazując, że podstawowe wierzenia chrześcijańskie były zupełnie nie do przyjęcia dla świata i kultury greckiej. Alois Grillmeier wskazał, że np. wcielenie Logosu (Słowa) było nie do przyjęcia dla filozofów średniego platonizmu. Tym bardziej modlenie się do człowieka, którego uznaje się za Boga, i to ukrzyżowanego, było wyśmiewane przez Celsusa. O hellenizacji można mówić, według Grillmeiera, w sensie, że myśl grecka posłużyła jako narzędzie do opisania teoretycznego kwestii monoteizmu i nauczania o wcieleniu.
Również opinia, że hierarchizacja zaczęła się dopiero w drugim wieku jest kontestowana przez wielu autorów. Według Jacka Salija OP dwie koncepcje urzędu biskupiego: jerozolimski i św. Pawła, można dostrzec już u samych początków chrześcijaństwa nowotestamentalnego w Kościele apostolskim. W Jerozolimie bardzo szybko ukształtowała się hierarchia typu monarchicznego (por. Dz 12,3; 15,3; 18,1; 1 Kor 15,7; Ga 1,19; 2,9.12). Wśród prezbiterów szczególne miejsce zajmował tam Jakub Brat Pański (Młodszy). Pod koniec I wieku ustrój monarchiczny widoczny jest we wszystkich kościołach związanych z Apostołem Janem, tak należałoby interpretować symbol anioła Kościoła z Księgi Apokalipsy (rozdz. 2 i 3). W Antiochii ustrój kościoła był inny, na czele stała grupa „proroków i nauczycieli” (Dz 13,1), związana zależnością hierarchiczną z kościołem w Jerozolimie. Taki system przyjął Paweł w zakładanych przez siebie wspólnotach. Sam sprawował opiekę hierarchiczną nad tymi kościołami, codzienną pieczę pozostawiając w ręku miejscowych starszych-prezbiterów (por. Dz 14,23). Jego pomocnikami z podobną władzą, np. ustanawiania starszych, byli Tytus, Sylwan, Tymoteusz, Tychik i Sostenes.
Hieronim ze Strydonu uważał, że władza w gminach ewoluowała z demokratyczno-prezbiteriańskiej do monarchicznej. Za tym przemawia analogia, jaką przeprowadza się pomiędzy gminami chrześcijańskimi a żydowskimi, na których ustroju prawdopodobnie wzorowali się pierwotni chrześcijanie. Możliwe też, że struktura gminy chrześcijańskiej była podobna do organizacji hierarchii, opisanej w „Regule Zrzeszenia” z Kumran. Gminą rządziła Rada Wielkich (Starszych) na czele z nadzorcą (episcopos). Ta teoria znajduje potwierdzenie w listach Ignacego Antiocheńskiego, które wzmiankują o biskupach, kierujących gminami w Syrii i Azji Mniejszej. Z czasem władza biskupa zwiększyła się kosztem władzy rady, która zachowała swoje funkcje doradczą i zastępczą. Bezpośrednimi pomocnikami biskupa stali się natomiast diakoni. Pierwotnie za działaniami biskupa stała wola członków gminy. Kierownika wybierali wierni. Ten zwyczaj zaczął zanikać w IV wieku, a w VI wieku w niektórych krajach o wyborze decydowali królowie. Kwestie doktrynalne lub organizacyjne rozwiązywano na zjazdach kierowników prowincji. Najwyższą rangę miały postanowienia w sprawach Kościoła, przyjęte na soborach powszechnych.

### Katolicyzm starożytny

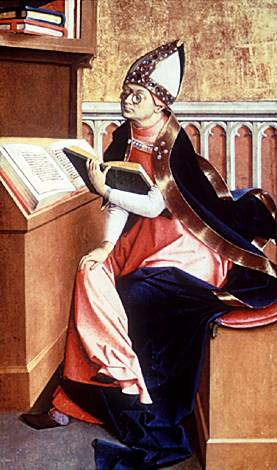
Augustyn z Hippony

W II wieku chrześcijaństwo stanęło przed wyborem: izolacja (petryniści) albo otwarcie na nowe nurty (pauliniści). Do obrania drogi dalszego rozwoju przyczynili się apologeci aleksandryjscy – Pantenus z Sycylii, Klemens Aleksandryjski i Orygenes – którzy podjęli próby włączenia do religii chrześcijańskiej dotychczasowego dorobku kultury antycznej. Pełny obraz katolicyzmu wykreował w V wieku Augustyn z Hippony, a na jego tezie, że nie ma zbawienia poza kościołem, rzymski Kościół zbudował swoją pozycję. Ponadto w swoich pismach Augustyn rozważał religijność prymitywną, mistyczną i legalną oraz przywiązywał wagę do rytów i ceremonii religijnych.
Z chrześcijańskim prymatem Rzymu nie zgadzało się wielu biskupów Wschodu, a także cesarz wschodniorzymski, którzy na soborze trullańskim w 692 roku uznali papieża za przeklętego heretyka. Na tym tle zarysował się konflikt pomiędzy Kościołami wschodnim i zachodnim, który z biegiem czasu doprowadził do schizmy.
Zasady doktryny, kultu i prawa katolickiego kształtowały się na przestrzeni wieków od I do VIII podczas soborów powszechnych i synodów, z wyjątkiem nicejskiego I i konstantynopolitańskiego, i zaliczają się do nich:
- sobór efeski zwołany w 431 roku,
- sobór chalcedoński zwołany w 451 roku,
- synod w Orleanie w 533 roku, na którym ustalono, że kobiety nie mogą brać udziału w hierarchii kościelnej i nie mogą otrzymywać święceń kapłańskich,
- sobór konstantynopolitański II zwołany w 553 roku,
- sobór konstantynopolitański III zwołany w 680 roku,
- sobór nicejski II zwołany w 787 roku.

Kształtowaniu się katolicyzmu towarzyszyły herezje i rozłamy (schizmy). Ortodoksja kościelna kształtowała się w polemice z licznymi ruchami religijnymi.

### Katolicyzm średniowieczny

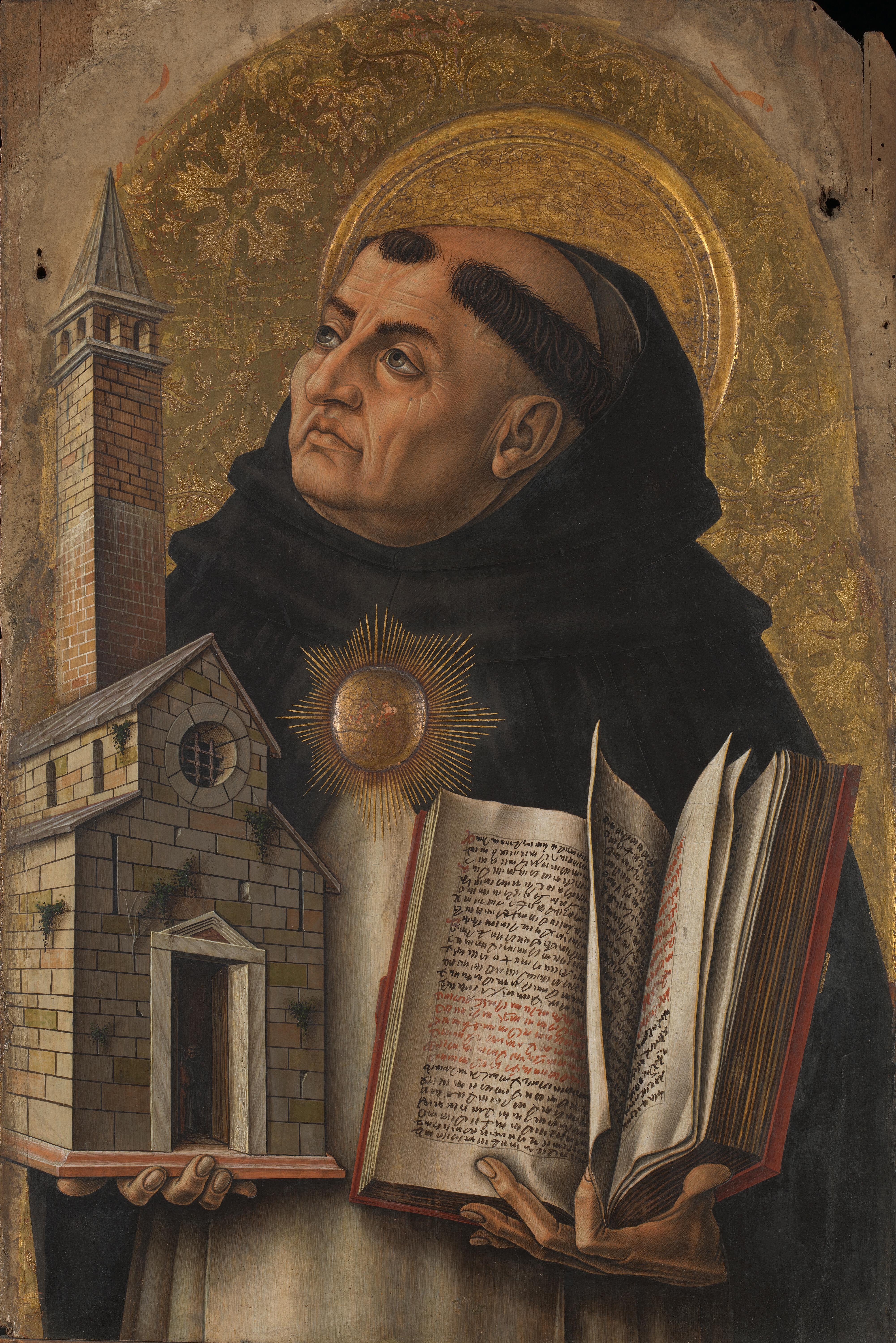
Tomasz z Akwinu

#### Niesubordynacja Galii
Decyzje soborów oraz dzieła teologów frankońskich z okresu VIII oraz IX wieku wskazują na pewną niezależność od Rzymu katolików w Galii oraz Hiszpanii we wczesnym średniowieczu. Rzym oficjalnie i ostatecznie potępił ikonoklazm oraz zaakceptował kult obrazów w pierwszej połowie VIII wieku, podczas gdy 100 lat później zgromadzenie biskupów galijskich jednomyślnie potępiło kult obrazów na synodzie w Paryżu w 824 r. n.e. Także św. Agobard oraz arcybiskup Turynu, Klaudiusz, obaj piszący w IX wieku, otwarcie wyśmiewali i sprzeciwiali się kultowi obrazów w swoich dziełach. Co więcej, Klaudiusz, promowany przez Ludwika Pobożnego, podważał sens modlitwy za zmarłych, zbawienie z uczynków, nieomylność papieża i Kościoła, odpuszczenie grzechów dzięki pielgrzymkom do Rzymu i wiele innych przekonań wyznawanych ówcześnie w Rzymie, przez co nazywany jest czasami pierwszym reformatorem Kościoła. Fakt, że Agobard został uznany za świętego Lyonu, zaś Klaudiusz pozostał metropolitą Turynu aż do śmierci, świadczy o dużej autonomii kościoła galijskiego za panowania Karolingów.

#### Wielka schizma wschodnia
W VII i VIII w. Kościoły wschodni i zachodni utrzymywały między sobą kontakty. Wsparciu papieża przypisuje się m.in. sukces w zwalczaniu monoteletyzmu i ikonoklastów na wschodzie. Później jednak w Bizancjum istniała tendencja do uznawania prymatu Rzymu za czysto honorowy, albo nawet do jego negowania. W IX wieku doszło do zerwania kontaktów między kościołami w wyniku tzw. schizmy Focjusza. Anatemy ogłoszone w 1054 roku przez legata papieskiego i patriarchę Michała Cerulariusza zapoczątkowały ostateczny rozłam w chrześcijaństwie – tzw. wielką schizmę wschodnią. Rozłam ten został przypieczętowany przez zdobycie Konstantynopola przez Krzyżowców w 1204 roku. Od tej pory określenie Kościół katolicki używane jest przez oba Kościoły: rzymski i grecki, który jako spadkobierca Bizancjum również go używa.

#### Wielka schizma zachodnia
Niedługo po niewoli awiniońskiej – okresie z lat 1309–1377, kiedy to siedmiu papieży narodowości francuskiej urzędowało w Awinionie, ponieważ bali się spisków włoskich kardynałów w Rzymie – nastąpiła wielka schizma zachodnia, która była okresem rozłamu w Kościele zachodnim spowodowanym niezgodnościami w wyborze papieża – w 1378 roku część kardynałów pod wpływem francuskich dostojników kościelnych wybrała na papieża Klemensa VII, co zapoczątkowało pewną linię antypapieży urzędujących w Awinionie (nie mylić z wcześniejszymi papieżami okresu niewoli awiniońskiej, którzy byli legalnymi papieżami). Jednocześnie w Rzymie urzędowali papieże uznawani współcześnie przez Kościół za legalnie wybranych papieży, zaś po soborze w Pizie w 1409 r. powstała jeszcze obediencja pizańska, która także miała swych antypapieży. Okres wielkiej schizmy zachodniej zakończył dopiero sobór w Konstancji w 1417 r., na którym wybrano Marcina V – został on powszechnie uznawanym papieżem i przywrócił jedność Kościoła.

### Heterodoksje nowożytne
XVI wiek był dla katolicyzmu niezwykle bolesny. W całej Europie wybuchła reformacja, czyli ruch mający na celu odnowę chrześcijaństwa. Był on reakcją na negatywne zjawiska, które miały miejsce w Kościele katolickim – w hierarchii kościelnej i w papiestwie. W wyniku reformacji w XVI wieku wyłoniły się w Europie nowe odłamy chrześcijaństwa: luteranizm, kalwinizm, anglikanizm, anabaptyzm, unitarianizm.

### Powstanie wspólnot starokatolickich

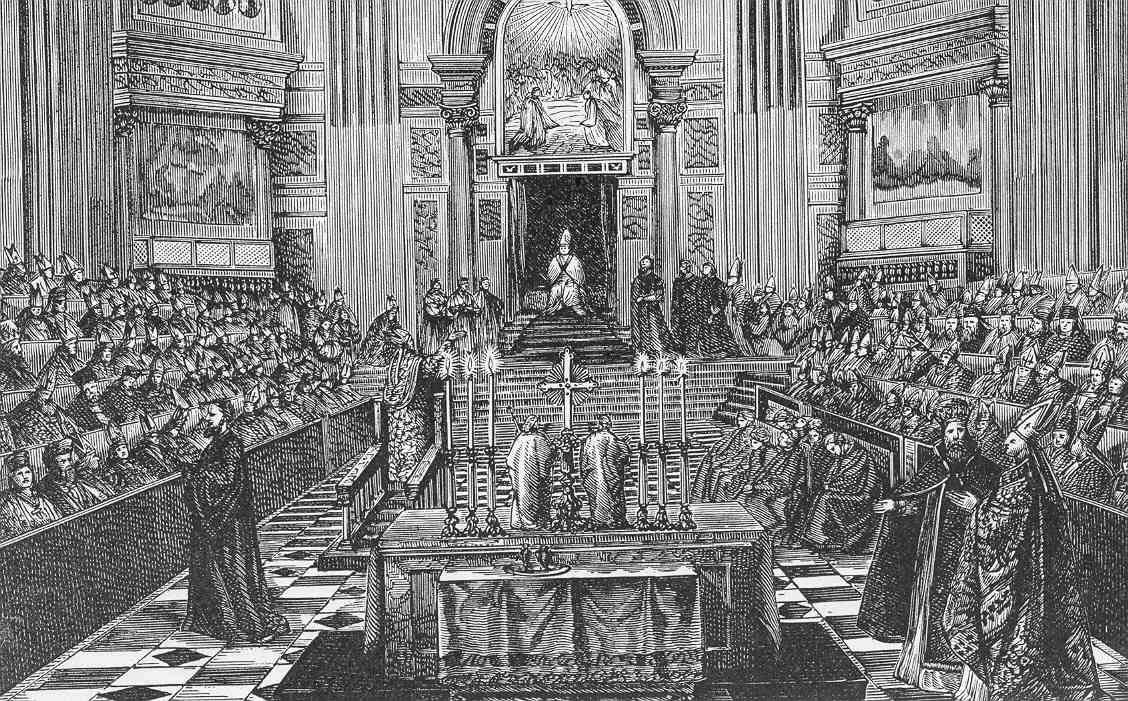
Sobór watykański I

W 1870 roku w łonie Kościoła katolickiego powstał opór wobec postanowień I soboru watykańskiego. Sobór uchwalił konstytucję Pastor aeternus, która zawiera wypowiedź doktrynalną: „Romani Pontificis definitiones esse ex sese irreformabiles, non autem ex consensu Ecclesiae” (Orzeczenia Papieża Rzymskiego są same z siebie niewzruszalne, a nie wynika to ze zgody Wspólnoty Kościelnej). To zdanie oraz dogmat o nieomylności papieża w sprawach wiary i moralności kształtują dziś w znacznej mierze stosunki w Kościele katolickim, nie wszyscy jednak zgodzili się na te postanowienia. Protest rozpoczęli teologowie Uniwersytetu w Bonn, pod przywództwem Johanna Döllingera, poparli ich również wybitni teologowie Uniwersytetów we Wrocławiu czy Pradze. Starokatolicy, czy też, jak ich się nazywa, chrześcijańscy katolicy, nawiązali kontakt z niezależnym od papiestwa Kościołem Utrechtu, przejęli od niego sukcesję apostolską i stworzyli własną organizacje kościelną o ustroju episkopalno-synodialnym. Zniesiono spowiedź indywidualną, posty, celibat księży i łacinę w liturgii. W 1899 r. doszło do założenia zrzeszającej kościoły starokatolickie z całego świata Unii Utrechckiej. Istnieją też wspólnoty chrześcijańsko-katolickie (starokatolickie), które nie należą do Unii Utrechckiej, m.in. wspólnoty zjednoczone w Ekumenicznej Wspólnocie Katolickiej.

### Rozwój myśli polskokatolickiej
Polskokatolicyzm narodził się w wyniku sporów w Kościele katolickim wśród Polonii amerykańskiej w XIX wieku. Przyczyną były konflikty z księżmi pochodzenia irlandzkiego i niemieckiego, którzy nie rozumieli zwyczajów i problemów polskich emigrantów. Początkowo opór katolików pochodzenia polskiego miał charakter żywiołowy, a w latach 1897–1904 formalnie powstały trzy główne ośrodki:
- Buffalo – ośrodek w Buffalo genezą sięga nieporozumień Polaków z ks. Janem Pitassem, który sprzeciwiał się budowie nowego kościoła i erygowaniu drugiej parafii polskiej. Ośrodek w Bufallo przyjął nazwę Kościoła Polskokatolickiego w Ameryce Północnej.
- Chicago – chicagowski ośrodek powstał w wyniku sporu parafian z zakonem zmartwychwstańców. Zgromadzenie to nie chciało, aby bardzo lubiany przez wiernych ks. A. Kozłowski, ówczesny wikariusz parafii pw. św. Jadwigi, został mianowany jej proboszczem.[potrzebny przypis] Spór zakończył się pozbawieniem ks. A. Kozłowskiego 18 grudnia 1894 funkcji wikariusza i rozłamem parafii. 11 listopada 1895 r. ukonstytuował się Kościół Polskokatolicki w Chicago.
- Scranton – ośrodek w Scranton genezą sięga konfliktu, jaki wybuchł w najstarszej polskiej parafii pw. Najsłodszego Serca Jezusa pomiędzy wiernymi a proboszczem ks. Ryszardem Austem. W marcu 1909 r. ośrodek w Chicago, a pięć lat później ośrodek w Buffalo połączyły się z ośrodkiem w Scranton i utworzyły Polski Narodowy Kościół Katolicki (PNKK). Na swojego przywódcę polskokatolicy wybrali ks. Franciszka Hodura, który niedługo potem przyjął sakrę biskupią z rąk arcybiskupa Unii Utrechckiej i włączył PNKK do rodziny kościołów starokatolickich.

### Rozwój mariawityzmu
Po dziesięciu latach działalności tajne zgromadzenie księży mariawitów podjęło próby jego zalegalizowania. Napotkało ono jednak opór polskiej hierarchii kościelnej i mimo starań w samym Watykanie doszło do jego rozwiązania. Członkowie zgromadzenia postanowili jednak kontynuować swoje dzieło i w 1906 odłączyli się od Kościoła katolickiego – ich przywódcy zostali wkrótce ekskomunikowani przez papieża. Powstanie mariawityzmu było na rękę zaborcy. Wprawdzie nie udało się mu pozyskać mariawityzmu dla swoich celów, ale przez sam fakt swego istnienia osłabiał on Kościół katolicki i czynił z ruchu szczególnego rodzaju, bo nieświadomego, sojusznika. W tym samym roku na mariawityzm przeszło ok. 60–100 tys. wiernych. Nowy kościół przystąpił wkrótce do Unii Utrechckiej Kościołów Starokatolickich. 5 października 1909 sakrę biskupią przyjął w Utrechcie dotychczasowy przełożony zgromadzenia ks. Jan Maria Michał Kowalski. W październiku następnego roku władze rosyjskie zatwierdziły biskupa Jana M.M. Kowalskiego „administratorem wszystkich mariawickich parafii”. Po śmierci założycielki ruchu w 1921 roku przeprowadził on szereg reform, które wywołały kontrowersje w samym ruchu, m.in. wprowadził małżeństwa duchownych z siostrami zakonnymi czy kapłaństwo kobiet. Doprowadziło to do rozpadu mariawityzmu na dwa odłamy: Kościół Starokatolicki Mariawitów, który powrócił do tradycji wczesnomariawickiej, oraz Kościół Katolicki Mariawitów, który kontynuował nurt reformatorski arcybiskupa Michała.

## Doktryna katolicka
Nauczanie doktrynalne wiary i moralności jest jednym z trzech, obok życia i kultu, podstawowych wymiarów katolicyzmu. Wierność tzw. analogii wiary, czyli zasadniczemu zrębowi nauczania katolickiego, zagwarantowana jest przez Magisterium Kościoła. Jest ono realizowane przez biskupów zjednoczonych z biskupem Rzymu, który pełni posługę prymatu i cieszy się przywilejem nieomylności w sprawach wiary i moralności (por. Dogmat o nieomylności papieża). Oprócz tradycyjnych wyznań wiary (Credo) oraz dokumentów Soborów powszechnych doktryna katolicka określana jest przez nauczanie papieskie. Nie wszystkie wypowiedzi biskupa Rzymu mają jednak tę samą wagę doktrynalną, istnieje ich stopniowalność. Podstawową formą zwyczajnego nauczania papieskiego są encykliki, adhortacje i listy apostolskie. Dokumenty te nie mają charakteru nieomylności zdefiniowanej przez dogmat – mają go jedynie tzw. uroczyste orzeczenia dogmatyczne ex cathedra – są jednak częścią posługi nauczania, która z zasady jest uznana za nieomylną. W pierwszych wiekach Kościoła podstawowe zasady i twierdzenia wiary katolickiej były przekazywane nowym adeptom (katechumenom) w ramach tzw. katechezy mistagogicznej, integralnie wpisanej w proces wtajemniczenia chrześcijańskiego. Od czasów średniowiecza doktryna katolicka zaczęła być przekazywana za pomocą książki zwanej katechizmem. Z czasem oficjalnie wydane z polecenia papieży katechizmy zaczęły pełnić rolę kompendium doktryny katolickiej. Taką funkcję pełnił wydany po Soborze trydenckim (1545–1563) Katechizm Rzymski, a współcześnie rolę tę odgrywa Katechizm Kościoła Katolickiego, wydany w 1992 r. jako owoc reform i odnowy doktrynalnej soboru watykańskiego II. Choć, zgodnie z przekonaniem samego Kościoła katolickiego, jego doktryna nie zmieniła się od czasów Chrystusa i Apostołów, sposób jej wyrażania oraz akcenty różniły się w ciągu wieków. Jak stwierdził papież Jan Paweł II: „orzeczenia dogmatyczne, choć czasem można w nich dostrzec wpływy kultury danej epoki, w jakiej zostały sformułowane, wyrażają prawdę trwałą i ostateczną” (Fides et Ratio 95). W tym duchu tuż po zakończeniu soboru watykańskiego II, przeciwstawiając się niektórym niewłaściwym interpretacjom odnowy nauczania Kościoła, papież Paweł VI przypomniał niezmienną doktrynę katolicką w formie rozszerzonego Credo, które nazwał Wyznaniem wiary Ludu Bożego (1968). Doktrynę katolicyzmu poznać można, czerpiąc z Magisterium Kościoła katolickiego, wyrażanego w dokumentach publikowanych po Soborze watykańskim II (1962–1965). Dokumenty doktrynalne od roku 1865 są publikowane w oficjalnym organie prasowym Stolicy Apostolskiej, który od 1908 r. nazywa się Acta Apostolicae Sedis.

### Główne prawdy wiary
Głównymi prawdami wiary, których naucza katolicyzm, są twierdzenia zawarte w Apostolskim symbolu wiary (tzw. Skład apostolski). Katechizm Kościoła Katolickiego został napisany i ułożony praktycznie jako wykład wiary „wyznawanej w Credo, celebrowanej w liturgii oraz przeżywanej w praktykowaniu przykazań i w modlitwie” (KKK 26). Credo apostolskie, jego poszczególne artykuły, jest więc streszczeniem doktryny katolickiej. W Katechizmie można odnaleźć podsumowanie jego części doktrynalnej:

Credo chrześcijańskie – wyznanie naszej wiary w Boga Ojca, syna i Ducha Świętego oraz w Jego stwórcze, zbawcze i uświęcające działanie – osiąga punkt kulminacyjny w głoszeniu zmartwychwstania umarłych na końcu czasów oraz życia wiecznego (KKK 988).

W wypowiedziach soboru watykańskiego II i papieży można znaleźć wskazania pozwalające wyodrębnić serce doktryny katolickiej. Konstytucja Soboru o Objawieniu Bożym Dei Verbum (DV) stwierdziła, że Objawienie, które dokonało się w życiu i działalności Jezusa, wyraziło się najpełniej w misterium paschalnym. Chrystus „zwłaszcza zaś przez śmierć swoją i pełne chwały zmartwychwstanie, a wreszcie przez zesłanie Ducha prawdy, objawienie doprowadził do końca i do doskonałości” (DV 4). Jak wskazał Gerald O’Collins SJ, ze względu na to, że Objawienie i Historia zbawienia są ze sobą ściśle zespolone (por. DV 2), „tajemnica paschalna stanowi jednocześnie punkt kulminacyjny zbawczej i objawieniowej komunikacji Boga w Chrystusie”.
Myśl Konstytucji „Dei Verbum” podjął i rozwinął Jan Paweł II w encyklice Dives in misericordia (30 listopada 1980 r.). Papież wypowiedział się o tajemnicy męki, śmierci i zmartwychwstania Chrystusa – określonej przez Sobór watykański II terminem łacińskim Mysterium paschale – jako o najwyższym i najważniejszym wyrazie objawienia Bożej miłości miłosiernej:

Misterium paschalne stanowi szczytowy punkt tego właśnie objawienia i urzeczywistnienia miłosierdzia, które jest zdolne usprawiedliwić człowieka, przywrócić sprawiedliwość w znaczeniu owego zbawczego ładu, jaki Bóg od początku zamierzył w człowieku, a przez człowieka w świecie (Dives in misericordia 7). Tajemnica paschalna – to Chrystus u szczytu objawienia niezgłębionej tajemnicy Boga. Właśnie wtedy wypełniają się do końca owe wypowiedziane w Wieczerniku słowa: „Kto Mnie zobaczył, zobaczył także i Ojca” /J 14, 9/ (Dives in misericordia 8).

Papież Franciszek w adhortacji Evangelii gaudium (24 listopada 2013 r.) n. 44 wskazał, że Kościół winien być w „procesie nieustannego rozeznawania” co do tego, które zwyczaje, a także normy i przykazania kościelne, mają dziś siłę wychowawczą:

Nie bójmy się dokonać ich rewizji. Podobnie istnieją normy lub przykazania kościelne, które mogły być bardzo skuteczne w innych epokach, ale które nie mają już tej samej siły wychowawczej jako drogi życia (EG 44).

Papież stwierdził też, że główną treścią nauczania Kościoła i jego katechezy jest kerygmat, mówiący o Jezusie. Przez misterium swej męki, śmierci i zmartwychwstania Jezus Chrystus objawia miłosierdzie Boże:

Odkryliśmy, że także w katechezie rolę fundamentalną odgrywa pierwsze przepowiadanie lub «kerygma», która powinna zajmować centralne miejsce w działalności ewangelizacyjnej i w każdej próbie odnowy Kościoła. Kerygma jest trynitarna. Jest ogniem Ducha udzielającego się pod postacią języków i sprawiającego, że wierzymy w Jezusa Chrystusa, który przez swą śmierć i zmartwychwstanie objawia nam i komunikuje nieskończone miłosierdzie Ojca. W ustach katechety nieustannie rozbrzmiewa pierwsze orędzie: «Jezus Chrystus cię kocha, dał swoje życie, aby cię zbawić, a teraz jest żywy u twego boku codziennie, aby cię oświecić, umocnić i wyzwolić». Gdy mówimy, że to orędzie jest «pierwsze», nie oznacza to, że jest na początku, a potem się o nim zapomina albo zastępuje się je innymi treściami, które je przewyższają. Jest pierwszym w sensie jakościowym, ponieważ jest głównym orędziem, tym, do którego trzeba stale powracać i słuchać na różne sposoby i które trzeba stale głosić podczas katechezy w tej czy innej formie, na wszystkich jej etapach (EG 164).

Papież podkreślił, że nauczanie (gr. kerygma) o wyzwalającej, zbawczej miłości Jezusa wobec ludzi jest głównym orędziem katolicyzmu.
W polskim systemie katechetycznym funkcjonuje zestaw tzw. „Głównych prawd wiary”. Brzmią one następująco:
1. Jest jeden Bóg.
2. Bóg jest sędzią sprawiedliwym, który za dobre wynagradza, a za złe karze.
3. Są trzy Osoby Boskie: Bóg Ojciec, Syn Boży, Duch Święty.
4. Syn Boży stał się człowiekiem i umarł na krzyżu dla naszego zbawienia.
5. Dusza ludzka jest nieśmiertelna.
6. Łaska Boska jest do zbawienia koniecznie potrzebna[30].

Zestaw ten jest owocem pracy katechetów z okresu przed odnową soboru watykańskiego II. Najstarszy znany zapis „Sześciu prawd wiary” pochodzi z katechizmu dla młodzieży wydanego w 1833 roku w Wilnie. Od tego czasu upowszechnił się w polskim nauczaniu religii katolickiej, nie jest jednak znany z wydań z innych krajów. Nie ma też bezpośredniego powiązania z powszechnym katechizmem. Jest świadectwem pedagogii kościelnej w okresie, gdy do przekazu wiary podchodzono jako do nauczania twierdzeń intelektualnych. Czyniono to indywidualistycznie, bardzo podkreślano też Bożą sprawiedliwość, interpretując ją nieraz w duchu legalistycznym, prawniczym. Lista ta jest niekompletna, brakuje w niej np. choćby wzmianki o wierze w zmartwychwstanie Chrystusa czy też w Kościół. Porównanie tego „tradycyjnego”, katechizmowego ujęcia z wyżej ukazanym nauczaniem Magisterium Kościoła pokazuje, jakie zmiany zaszły w katolicyzmie ostatnich dwóch wieków.

### Bóg i osoba Chrystusa
W tej sprawie treść wiary głównych wyznań chrześcijańskich jest zasadniczo jednolita; między katolicyzmem i prawosławiem istnieje rozbieżność w kwestii pochodzenia Ducha Świętego (kwestia Filioque); natomiast oba wyznania przeciwstawiają się poglądom części protestantów akcentujących raczej człowieczeństwo niż boskość Jezusa i przyznają szczególne miejsce Marii, uznanej za Matkę Bożą (tytuł Bogarodzicy) i Matkę ludzi, wierząc w jej dziewictwo (przez całe życie) i wniebowzięcie (katolicyzm także w Niepokalane Poczęcie).
Bóg jest jeden w trzech Osobach. W Bogu jest jedność natury i istoty, natomiast troistość poszczególnych Osób: Ojca, Syna i Ducha Świętego. Wcielony Jezus Chrystus jest prawdziwym Bogiem i prawdziwym człowiekiem – oznacza to, że jest w nim cała pełnia Bóstwa i człowieczeństwa. Duch Święty jako trzecia Osoba Boska pochodzi od Ojca i Syna, przez jedno tchnienie.

### Źródła wiary katolickiej
Jest jedno źródło wiary: Pismo Święte wraz z Tradycją, tworzące jedność.
Pismo Święte stanowi podstawową Księgę dla wierzących. Jednak, jak podkreślono w Katechizmie Kościoła Katolickiego, należy dostrzec różnicę między tekstem Pisma świętego i Tym, o którym ów tekst mówi, Słowem-Osobą Jezusa Chrystusa. Wiara Kościoła buduje się poprzez Pismo święte, które jednak jest jedynie pomocą w spotkaniu Chrystusa w życiu:

Wiara chrześcijańska nie jest jednak „religią Księgi”. Chrześcijaństwo jest religią „Słowa” Bożego: „Słowa nie spisanego, lecz Słowa Wcielonego i żywego” (KKK 108).

Czerpiąc z tego jednego źródła Biblii i Tradycji, Kościół rozwijał doktrynę poprzez pogłębione ich rozumienie, szukając w nich odpowiedzi na pojawiające się w ciągu wieków pytania. Zgodnie ze słowami Chrystusa: „każdy uczony w Piśmie, który stał się uczniem królestwa niebieskiego, podobny jest do ojca rodziny, który ze swego skarbca wydobywa rzeczy nowe i stare” (Mt 13,52). Tradycja to przekaz ustny, z którego wyrosło Pismo Święte, i który zawsze jemu towarzyszył (por. Dei Verbum 7).
Święty Jan Ewangelista zaznacza: „I wiele innych znaków, których nie zapisano w tej księdze uczynił Jezus wobec uczniów. Te zaś zapisano, abyście wierzyli, że Jezus jest Mesjaszem, Synem Bożym, i abyście, wierząc mieli życie w imię Jego” (J 20,30n), podobnie pisze on w swoim liście: „Wiele mógłbym wam napisać, ale nie chciałem użyć karty i atramentu” (2J 12). Z Tradycji znamy rodziców NMP: Joachima i Annę. Niekiedy przekaz ustny wchodził do doktryny, stając się jej częścią (np. dogmat o Niepokalanym Poczęciu NMP).

### Moralność
Także katolicka teologia moralna doznała odnowy po soborze watykańskim II. Katolicy wraz z przyjęciem chrztu są wezwani do życia duchowego oraz pełnienia woli Bożej, wyrażonej w przykazaniach, a zwłaszcza w przykazaniu miłości Boga i bliźniego. To przykazanie jest podstawą i streszczeniem Dekalogu, któremu pełny sens nadał Chrystus w Kazaniu na górze. Dokonuje się to przez cnoty teologalne: wiary, nadziei i miłości, oraz cnoty moralne: roztropność, sprawiedliwość, wstrzemięźliwość, męstwo. Moralność chrześcijańska nie jest moralnością kazuistyczną (rób to, nie rób tego), ale polega właśnie na wzroście w cnotach nadprzyrodzonych i ludzkich.
Katolicyzm naucza też określonych zasad moralnych w pożyciu małżeńskim (por. katolicka etyka seksualna). Sferą relacji między mężczyzną a kobietą ma kierować cnota czystości, która jest postawą miłości. Polega ona na umiejętnym łączeniu ludzkiej władzy nad namiętnościami i daru Ducha Świętego zwanego „darem czci” lub „darem pobożności”. Pożycie seksualne z samej swej natury, według doktryny katolickiej, ma być podejmowane jako wyraz wiernej miłości ślubowanej w sakramentalnym małżeństwie i nie może być oddzielone od swej funkcji prokreacyjnej. Dlatego katolicka moralność odrzuca antykoncepcję, jak również stosunki przerywane, petting oraz masturbację. Podkreślił to papież Paweł VI w encyklice Humanae vitae (25 lipca 1968), która spotkała się ze sprzeciwem części hierarchów Kościoła. Katolicyzm uznaje akty homoseksualne za grzech, gdyż skłonność seksualną do osób tej samej płci uważa za niezgodną z naturą. Jednocześnie wzywa do szacunku dla osób, które odnajdują w sobie tendencje homoseksualne, uznając, że nie sama orientacja odmienna od heteroseksualnej jest grzeszna, lecz dopiero przyzwolenie woli na czyny niezgodne z cnotą czystości i miłością małżeńską, możliwą, zgodnie z naturą, jedynie między jednym mężczyzną i jedną kobietą. Nauczanie to zostało na nowo sformułowane m.in. w deklaracjach Kongregacji Nauki Wiary Personae Humanae (29 grudnia 1975) oraz Homosexualitatis Problema (1 października 1986).

### Egzystencja człowieka
Kościół katolicki naucza, że ludzie obciążeni są grzechem pierworodnym (z wyjątkiem Marii Panny), są skłonni do złego mimo znajomości dobra i ulegają pokusom Szatana. Do zbawienia potrzebują łaski, na którą są zobowiązani odpowiedzieć przez wiarę, którą potwierdzają czyny (owoce wiary); poznanie istnienia Boga i moralnego prawa naturalnego są, mimo ludzkiej grzeszności, dostępne rozumowi ludzkiemu nawet bez znajomości Objawienia; oznacza to, że ludzie są odpowiedzialni za swoje czyny; każda osoba ludzka kochana jest przez Boga i powołana do zbawienia, lecz przez grzech oddala się od Niego. Wszystkich ludzi czeka na końcu świata Sąd Ostateczny, na którym zostaną osądzeni wszyscy ludzie i trafią z duszą bądź do życia wiecznego w niebie, bądź na potępienie w piekle.
Ludzie, którzy trafili do nieba, mogą dalej kontaktować się z żyjącymi przez tzw. świętych obcowanie. Są oni w stanie np. usłyszeć ludzkie modlitwy, a następnie przedstawić je Chrystusowi jako jedynemu pośrednikowi między Bogiem a człowiekiem. Bierze się stąd kult świętych, czyli otaczanie niektórych zmarłych ludzi szczególną czcią i szacunkiem jako pośredników. Najbardziej rozwinięte obrzędy poświęcone są Maryi, matce Jezusa, która z duszą i ciałem została wzięta do Nieba (Wniebowzięcie NMP). Kościół utrzymuje listę świętych (kanonizowanych), otaczanych czcią na całym świecie oraz błogosławionych (beatyfikowanych), mających kult lokalny. Warto dodać, że liczba zbawionych nie ogranicza się tylko do oficjalnie kanonizowanych. Każdemu zbawionemu przysługuje miano świętego, kanonizowani są jedynie ci, co do których istnieje pewność, że są zbawieni. Ogłoszenie kogoś świętym (zwane wyniesieniem na ołtarze) poprzedzają proces beatyfikacyjny i ogłoszenie go błogosławionym, a następnie proces kanonizacyjny, w czasie którego przedstawiane są argumenty za i przeciw beatyfikowaniu lub kanonizowaniu danej osoby. Jedną z okoliczności umożliwiających beatyfikację jest fakt otaczania danej osoby czcią jeszcze za życia. Kult świętych występuje także w prawosławiu, natomiast odrzuca go większość Kościołów protestanckich.

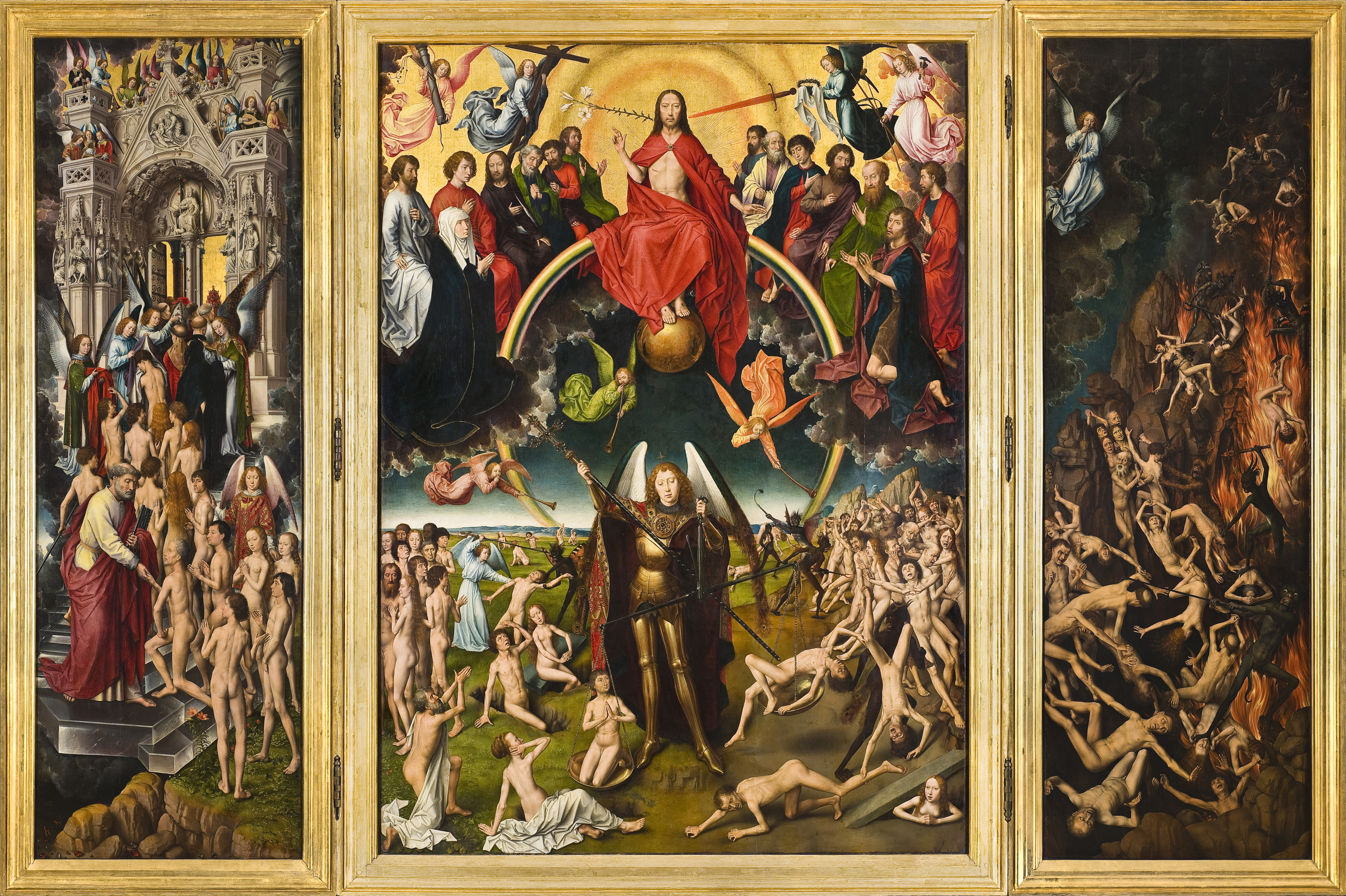
Hans Memling, Sąd Ostateczny (ok. 1470)

### Eschatologia
Celem człowieka jest zmartwychwstanie przy powrocie Chrystusa na ziemię (paruzja) i wieczne życie z Bogiem w Królestwie. Tych zaś, którzy odrzucą zbawienie, czeka wieczne potępienie. Dusza ludzka jest nieśmiertelna, dlatego po Sądzie ostatecznym także ci, którzy nie wejdą do życia – nie umrą, choć będą trwali w śmierci, określanej tradycyjnie mianem piekła. Chrystus bowiem, jak przypomniało Wyznanie wiary Ludu Bożego ułożone przez papieża Pawła VI: „ponownie przyjdzie sądzić żywych i umarłych, każdego wedle jego zasług; ci, którzy odpowiedzieli na miłość i łaskawość Boga, pójdą do żywota wiecznego, a ci, którzy aż do śmierci odrzucali je, skazani będą na ogień nigdy nie gasnący”. Niektórzy z tych, którzy odpowiedzieli na miłość Boga, będą musieli „jeszcze dopełnić ekspiacji przez ogień czyśćcowy”. Bóg stworzył ludzi z miłości, ale zerwawszy więź z Bogiem przez grzech pierworodny, żyją oni z dala od Niego, podlegając śmierci, od której mogą być wybawieni jedynie przez zasługi misterium paschalnego Chrystusa.

### Kościół
Odnowione nauczanie o Kościele stanowiło jeden z głównych tematów, któremu poświęcone zostały prace soboru watykańskiego II. Konstytucja dogmatyczna o Kościele Lumen gentium (21 listopada 1964 r.) stanowiła przełom katolickiego nauczania na ten temat. Myśl przewodnią dokumentu wyraża zdanie z pierwszego akapitu:

Kościół jest w Chrystusie niejako sakramentem, czyli znakiem i narzędziem wewnętrznego zjednoczenia z Bogiem i jedności całego rodzaju ludzkiego (LG 1).

Kościół jako Ciało Chrystusa jest, według doktryny katolickiej, rzeczywistością, obejmującą nie tylko ludzi na ziemi (Kościół pielgrzymujący), lecz i zmarłych zbawionych w niebie (Kościół triumfujący) oraz tych, którzy odeszli i przebywają w czyśćcu (Kościół oczyszczający). Kościół pielgrzymujący na ziemi ma charakter widzialnej i zorganizowanej (zhierarchizowanej) wspólnoty wierzących, której przewodzi kolegium biskupów, pozostających w jedności z biskupem Rzymu, uznawanym za następcę św. Piotra (por. Prymat św. Piotra). Jest ona rozumiana jako święta, chociaż złożona z grzeszników. Do Kościoła katolickiego należą wszyscy ochrzczeni wyznający wiarę katolicką. Błędne jest utożsamianie Kościoła jedynie z jego hierarchią, gdyż Kościół jest, zgodnie ze słownictwem, które na nowo wprowadził Sobór watykański II, Ludem Bożym, społecznością skupiającą wiernych różnych stanów i dróg życiowych w komunii miłości (gr. koinonia). Jan Paweł II wyraził to w adhortacji Christifideles laici:

Ten sam bowiem Duch, który odwiecznie łączy jedyną i niepodzielną Trójcę, który „w pełni czasu” (por. Ga 4, 4) Syna Bożego na zawsze przyoblekł w ludzkie ciało, ten Duch jest w dziejach chrześcijańskich pokoleń stałym i niewyczerpanym źródłem jedności w Kościele i jedności Kościoła. Kościelna wspólnota jest, ujmując rzecz jeszcze ściślej, jednością „organiczną”, analogiczną do jedności żywego i sprawnego ciała. Odznacza się ona w istocie współistnieniem wielorakich powołań i stanów, tajemnic, charyzmatów i zadań, które, choć różne, są w stosunku do siebie komplementarne (Christifideles laici 19-20).

Życie Kościoła katolickiego regulowane jest przez kodeks prawa kanonicznego (KPK) – osobny dla Kościoła tradycji łacińskiej: Kodeks prawa kanonicznego z 1983 i osobny dla tradycji wschodniej: Kodeks kanonów Kościołów wschodnich (1 października 1991).

### Sakramenty
Głównym zadaniem Kościoła katolickiego (całej wspólnoty wierzących) jest głoszenie Chrystusa światu i udzielanie sakramentów, widzialnych znaków niewidzialnej łaski Bożej, czerpiących swą moc z Chrystusa. Jest ich siedem, ułożonych w trzech grupach, na podobieństwo, jakie istnieje między etapami życia naturalnego a etapami życia duchowego (Katechizm Kościoła Katolickiego, 1210–1666):
- Sakramenty wtajemniczenia chrześcijańskiego:

1. chrzest,
2. bierzmowanie,
3. Eucharystia,

- Sakramenty uzdrowienia:

1. sakrament pokuty i pojednania,
2. namaszczenie chorych,

- Sakramenty w służbie komunii:

1. sakrament święceń,
2. sakrament małżeństwa.

## Liturgia
Jedną z podstawowych płaszczyzn życia Kościoła jest liturgia. Podstawowymi, publicznymi czynnościami liturgicznymi w Kościele łacińskim są:
1. Liturgia godzin;
2. Ofiara Mszy Świętej.

Istnieje kilka głównych skodyfikowanych liturgii oraz wiele odmian regionalnych, wynikających z tradycji lokalnych. Mnogość ta w dużym stopniu odpowiada strukturze Kościoła zawierającego liczne Kościoły lokalne wraz z ich tradycjami liturgicznymi.

## Wyznawcy
Według Rocznika Statystycznego Kościoła (Annarium Statisticum Ecclesiae 2018) w 2018 roku na świecie katolicyzm wyznawało 1,329 mld ludzi. Liczba ta plasuje katolicyzm jako wyznanie na pierwszym miejscu – przed sunnickim odłamem islamu, a drugim – po islamie jako całej religii, wliczając wszystkie jej odłamy.
Spośród wiernych świeckich Kościoła katolickiego niektórzy pełnią specjalne posługi w Kościele: akolici oraz lektorzy. Oprócz tego istnieje odrębne powołanie zakonne do życia wyłączonego z biegu codzienności, gdzie swój czas oddaje się wyłącznie do dyspozycji chwały Bożej. W Kościele katolickim najwyższa władza należy do papieża. Lokalnie władza nad diecezją spoczywa na biskupie diecezjalnym, następnie metropolitach i krajowym kolegium biskupów – episkopacie.

## Systematyka Kościołów katolickich
- Kościół katolicki – Wierni w różnych obrządkach i wspólnotach pozostający w pełnej komunii z papieżem:
  - Kościół rzymskokatolicki (obrządek łaciński)
    - Tradycjonalizm w Kościele Rzymskokatolickim

  - Katolickie Kościoły Wschodnie[38]:
    - Kościoły greckokatolickie
    - Kościoły aleksandryjskie
    - Kościoły antiocheńskie
    - Kościoły chaldejskie
      - obrządek zachodniosyryjski
      - obrządek maronicki

    - Kościół ormiański

Wspólnoty z różnych przyczyn i pozycji doktrynalnych nie będące obecnie w pełnej komunii z Kościołem katolickim (nawet jeśli niektóre z nich prowadzą dialog ze Stolicą Apostolską jak Bractwo św. Piusa X), mimo to przyznające się do katolickiej tożsamości i praktykujące liturgię katolicką:
- Tradycjonaliści katoliccy:
  - sedeprywacjonizm
    - Ruch Tradycyjnych Katolików

  - sedewakantyzm
    - Bractwo Świętego Jana
    - Bractwo Świętego Piusa V (na pograniczu z sedeprywacjonizmem)
    - Kongregacja Maryi Niepokalanej Królowej
    - Tradycyjny Kościół Katolicki

  - Konklawizm
    - Kościół Palmariański
    - Kościół Rzymskokatolicki Michała I
    - Kościół Rzymskokatolicki Świętej Tradycji Apostolskiej
    - Prawdziwy Kościół Katolicki

  - inne
    - Bractwo św. Piusa X
    - Bractwo św. Jozafata
- Starokatolicyzm:
  - Kościoły Unii Utrechckiej
    - Kościół Starokatolicki w Holandii
    - Kościół Starokatolicki w Niemczech
    - Kościół Starokatolicki Austrii
    - Kościół Starokatolicki w Republice Czeskiej
    - Kościół Chrześcijańskokatolicki w Szwajcarii
    - Kościół Starokatolicki w Szwecji i Danii
    - Misja Starokatolicka we Francji
    - Kościół Starokatolicki w Chorwacji
    - Kościół Polskokatolicki w Rzeczypospolitej Polskiej

  - Kościoły narodowe
    - Brazylijski Apostolski Kościół Katolicki
    - Niezależny Kościół Filipiński
    - Polskokatolicyzm
      - Polski Narodowy Kościół Katolicki
      - Polski Narodowy Katolicki Kościół w RP
      - Kościół Starokatolicki w Rzeczypospolitej Polskiej
      - Katolicki Kościół Narodowy w Polsce

  - Mariawityzm:
    - Kościół Starokatolicki Mariawitów (nurt płocki)
    - Kościół Katolicki Mariawitów (nurt felicjanowski)

  - Ekumeniczna Wspólnota Katolicka
    - Reformowany Kościół Katolicki w Polsce.
- Niezależne kościoły i wspólnoty katolickie:
  - Amerykański Kościół katolicki
  - Patriotyczne Stowarzyszenie Katolików Chińskich
  - Liberalny Kościół Katolicki
  - Kapłani i wierni którzy indywidualnie wypowiedzieli posłuszeństwo Stolicy Apostolskiej[40]
- Kościoły anglikańskie i episkopalne tradycji katolickiej
  - Anglokatolicyzm

## Najważniejsze święta
- Triduum Paschalne – uroczystości wspominające mękę i zmartwychwstanie Jezusa, obejmujące wieczór Wielkiego Czwartku, Wielki Piątek, Wielką Sobotę, oraz Wielkanoc. Ten ostatni dzień stanowi w myśl zasad liturgii integralną część Triduum, lecz w potocznym rozumieniu jest oddzielnym świętem, a Triduum stanowią: Wielki Czwartek, Wielki Piątek i Wigilia Paschalna.
- Uroczystość Zmartwychwstania Pańskiego – przypada na pierwszą niedzielę po pierwszej wiosennej pełni księżyca, może wypaść najwcześniej 22 marca, a najpóźniej 25 kwietnia.
- Narodzenie Pańskie – uroczystość upamiętniająca narodziny Jezusa (25 grudnia). Jest po Wielkanocy największym i najważniejszym świętem chrześcijańskim.
- Wniebowstąpienie Pańskie – 40 dni po Wielkanocy;
- Zesłanie Ducha Świętego – 50 dni po Wielkanocy;
- Uroczystość Trójcy Świętej – niedziela po Uroczystości Zesłania Ducha Świętego;
- Uroczystość Najświętszego Ciała i Krwi Chrystusa – czwartek po Uroczystości Trójcy Świętej, 60 dni po Wielkanocy. W Polsce zwana potocznie Bożym Ciałem.
- Objawienie Pańskie – tradycyjnie określane jako Trzech Króli (6 stycznia);
- Wszystkich Świętych – ku czci wszystkich znanych i nieznanych świętych i męczenników (1 listopada).

Oprócz wyżej wymienionych uroczystości istnieją liczne święta ku czci Maryi Panny, świętych i męczenników. Niektóre wspólnoty zakonne posiadają odrębne wspomnienia liturgiczne i uroczystości.